# صفحه طرح‌انداز کیک

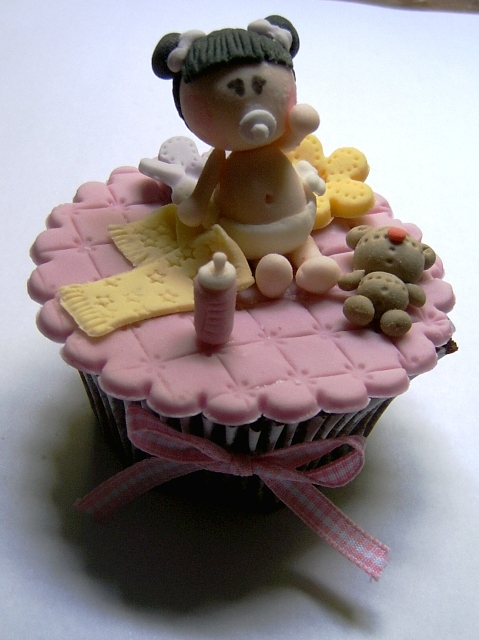
طرح زیرانداز زیر کودک در کاپ کیک، با استفاده از صفحهٔ طرح‌انداز کیک‌ بوجود آمده‌است.

صفحهٔ طرح‌انداز کیک صفحه‌ای سیلیکونی و لاستیکی است که دارای برجستگی‌های الگومانند است. با صفحهٔ طرح‌انداز کیک‌ می‌توان نقش‌های برجسته بر روی کیک مخصوصاً کاپ کیک ایجاد کرد. روش تزیین با این روش بسیار ساده است و تنها با قرار دادن و فشردن صفحهٔ طرح‌انداز، بر روی خمیر فوندانت یا دیگر خمیرهای پوشانندهٔ روی کیک طرح‌هایی ایجاد می‌گردد.